# Maltesers
Maltesers («Мальти́зерс») — кондитерское изделие американской компании Mars Inc. Впервые было представлено в 1937 году в Великобритании. Изначально предназначалось для женщин. В разное время драже Maltesers продаётся в Европе, Австралии, Новой Зеландии, Канаде, США и на Ближнем Востоке. Слоган — «Лёгкий способ наслаждаться шоколадом» (англ. «The lighter way to enjoy chocolate»).
Драже Maltesers представляет собой хрустящие сфероидные солодовые шарики, покрытые молочным шоколадом. Оно продаётся в различных упаковках. В основном, драже продаются в красных упаковках.

## История
Драже Maltesers было создано в 1936 году в Великобритании американцем Форрестом Эдвардом Марсом, а продажи начались в 1937 году. Первоначально драже Maltesers было описано как «энергетические шары» и было нацелено на похудение женщин.
Нынешний слоган Maltesers — «The lighter way to enjoy chocolate». Более ранние слоганы: «Шоколадные конфеты с менее жирным центром» (англ. «The chocolates with the less fattening centre»), «Необычный шоколад» (англ. «No ordinary chocolate») и «Ничто так не радует, как Maltesers» (англ. «Nothing pleases like Maltesers»). В 1930-х годах в рекламе утверждалось, что драже Maltesers в одну седьмую часть жирнее обычного молочного шоколада. Это заставило маркетологов утверждать, что драже Maltesers полезно для похудения.
В 1954 году в Австралии компания Mars подписала контракт с MacRobertson's, а затем в 1963 году был подписан контракт между Mars и Cadbury.
В 2011 году драже Maltesers получило аккредитацию Fairtrade в Великобритании и Ирландии, поставляя все какао и сахар в соответствии с условиями Fairtrade. В 2016 году в рекламных роликах Maltesers в Великобритании начали сниматься актёры с ограниченными возможностями (в том числе актриса телесериала «Переростки» Сторм Тулис), которые были очень успешными для бренда. Прославляя неловкие ситуации, рекламные ролики были вдохновлены реальными историями людей с ограниченными возможностями.
В январе 2017 года драже Maltesers впервые стало официально продаваться в США. Завод в Ньюмаркете (Онтарио) производит Maltesers для рынка Северной Америки. Сообщается, что завод экспортирует около 80% драже Maltesers в США.

## Ингредиенты

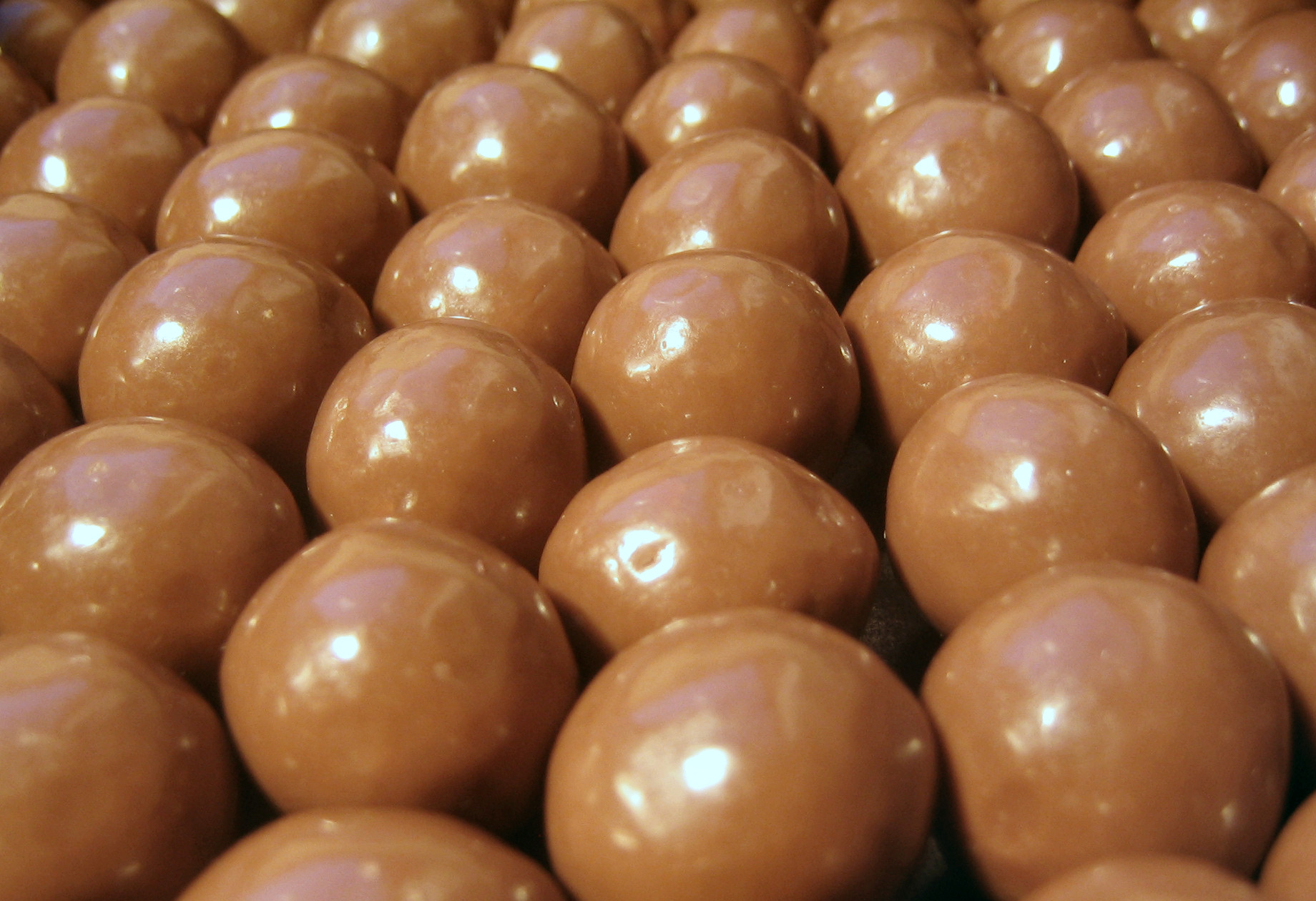
Драже Maltesers

### Европа
Сахар, сухое обезжиренное молоко, какао-масло, глюкозный сироп, экстракт ячменного солода, какао тёртое, пальмовый жир, лактоза, сухая деминерализованная сыворотка, молочный жир, пшеничная мука, эмульгаторы (Е442, соевый лецитин, Е492), пальмовое масло, разрыхлители (Е500, Е501, Е341), соль, желирующий агент (пектин), ароматизатор.

### Канада
Сахар, модифицированные молочные ингредиенты, солодовое сухое молоко (солодовый ячмень, кукурузный сироп, модифицированные молочные ингредиенты, пшеничная мука, модифицированное и гидрогенизированное пальмовое масло, сахар, пшеничная клейковина, бикарбонат натрия, бикарбонат калия, соль), какао-масло, какао тёртое, кукурузный сироп, пальмовое и пальмоядровое масло, лактоза, экстракт солодового ячменя, соевый лецитин, аммонийная соль фосфорилированного глицерида, пектин, сорбитан тристеарат, искусственный ароматизатор.

### Австралия и Новая Зеландия
Сахар, сухое молоко, какао-масло, глюкозный сироп (источники включают пшеницу), экстракт ячменного солода, какао-масса, растительный жир, эмульгаторы (соевый лецитин, 492), пшеничный глютен, разрыхлители (501, 500), соль, натуральный ароматизатор (экстракт ванили), пектин.

## Варианты
- «White Maltesers» — драже Maltesers, покрытое белым шоколадом.
- «Dark Maltesers» — драже Maltesers, покрытое тёмным шоколадом[8].
- «Mint Maltesers» — драже Maltesers с мятной начинкой, покрытое молочным шоколадом.
- «MaltEaster Bunnies» (в форме кролика) — выпускается и продаётся в течение пасхального периода ежегодно, начиная с 2010 года. В 2015 году также выпускались Mini-версии. В 2021 году были представлены варианты Bunnies со вкусом апельсина и Mini-Bunnies в белом шоколаде.
- «Maltesers Teaser» — миниатюрные шарики в шоколадной глазури в формате батончика, выпускаются с 26 марта 2013 года.
- «Maltesers Teasers» — шоколадная паста.
- Maltesers «Merryteaser Reindeer» — шоколадное драже в форме оленя, выпускается и продаётся в преддверии Рождества.
- Maltesers Reindeer — драже со вкусом мяты.
- Maltesers Malty — горячий шоколад.
- «Maltesers Buttons» — шоколадное драже в форме пуговиц. Выпускается и продаётся с 2018 года[9].
- «Maltesers Truffles» — шоколадные трюфели. Выпускаются с 2018 года.
- «Honeycomb Maltesers»
- «Raspberry Maltesers»[10]
- Maltesers Popcorn — драже со вкусом попкорна[11]